# Mattia Gaspari
Mattia Gaspari, né le 14 septembre 1993, est un skeletoneuse italienne.

## Palmarès

### Championnats monde
- : médaillé de bronze en équipe mixte aux championnats du monde de 2020.